# プラシュマ家

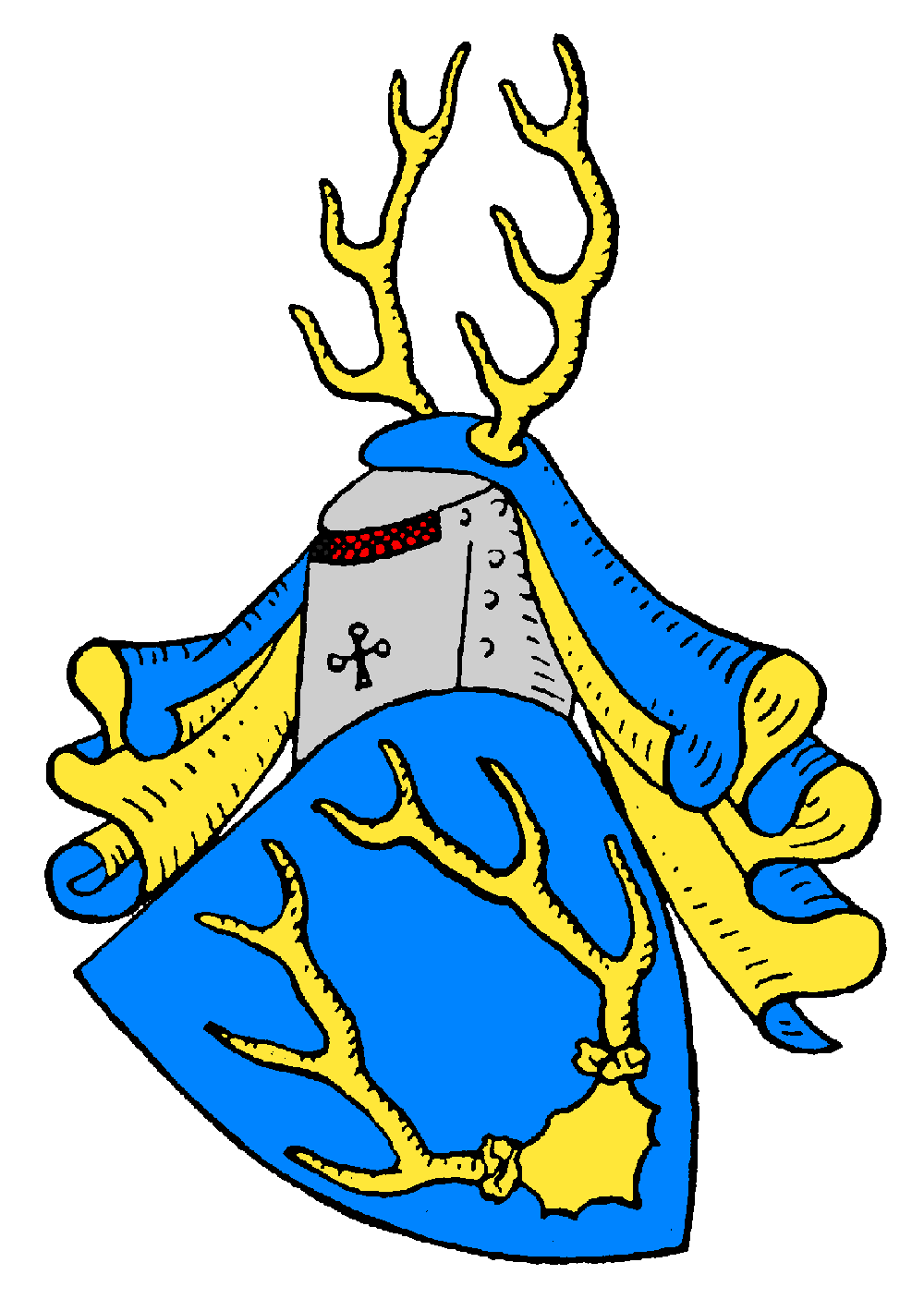
プラシュマ伯爵家の紋章

プラシュマ家（独:Praschma von Bilkau /捷:Pražmové z Bílkova）は、モラヴィア出身でシレジア地方のカトリック貴族の家系。その系譜は13世紀まで遡ることができる。

## 歴史
史料上に初めて登場する同家の人物は、1278年にマルヒフェルトの戦いで討死したヴェッタウ城代ズミール・フォン・ビルコウ（Smil von Belkow）とその3人の兄弟マルクヴァルト（Marquard）、ラティボル（Ratibor）およびヤローシュ（Jarosch）である。同家の最初の本拠はモラヴィア南西部のベルコウ（Belkow）／ビルカウ（Bilkau）、現在のチェコ領南ボヘミア州インジフーフ・フラデツ郡ダチツェ郊外にあった。その後、一族は本拠をより条件のよいオロモウツ北郊フドビーンに移し、1417年にベネシュ（Beneš Chudobin）がこの新たな本拠をプラジュマ（Pražma）と名付けた。1625年4月30日、神聖ローマ皇帝フェルディナント2世はウィーンにおいて、プラシュマ家の人々に、紋章と男爵位を授けた。1655年5月24日、神聖ローマ皇帝フェルディナント3世はプレスブルクにおいて、ヴァクシュタット領主で首席治安判事（Oberstlandrichter）の職にあったハンス・ベルンハルト（Hans Bernhard Praschman Freiherr von Bilkaw）にボヘミアの伯爵位を授けた。
ヨハンは1639年にロプコヴィッツ家からシレジアのリブニクの所領を買い取って移り住むが、彼の直系子孫は18世紀初頭に絶えた。
ヴィルヘルム・フォン・プラシュマ伯爵（1677年 - 1731年）は、1712年よりシレジアのヴォーラウ公領の公領総督（Landeshauptmann）を務めた。彼はオッペルスドルフ家出身の母からモラヴィア東端部フリーデクの所領を相続した。彼の息子ヨハン・ネポムク1世（1726年 - 1804年）は1777年、フリーデク南東部に一族の家名を冠した入植村プラジュモを建設した。彼が1798年に、皇帝の叔母であるザクセン＝テッシェン公爵夫人マリア・クリスティーナにフリーデクを売却したことにより、プラシュマ家は故地モラヴィアを離れた。この売却の契機は、彼が1779年に妻方のジェロティーン家からシレジアのファルケンベルクの城と所領を相続することになり、新たな本拠となった所領の経営に専念するためだった。なお、ファルケンベルクの相続が確定したのは、彼の同名の息子ヨハン・ネポムク2世（1757年 - 1822年）がファルケンベルク城主の跡取り娘と結婚したことによる。ファルケンベルク城は第二次世界大戦末期の1945年に赤軍がシレジアを占領するまで、同家の本拠地であった。

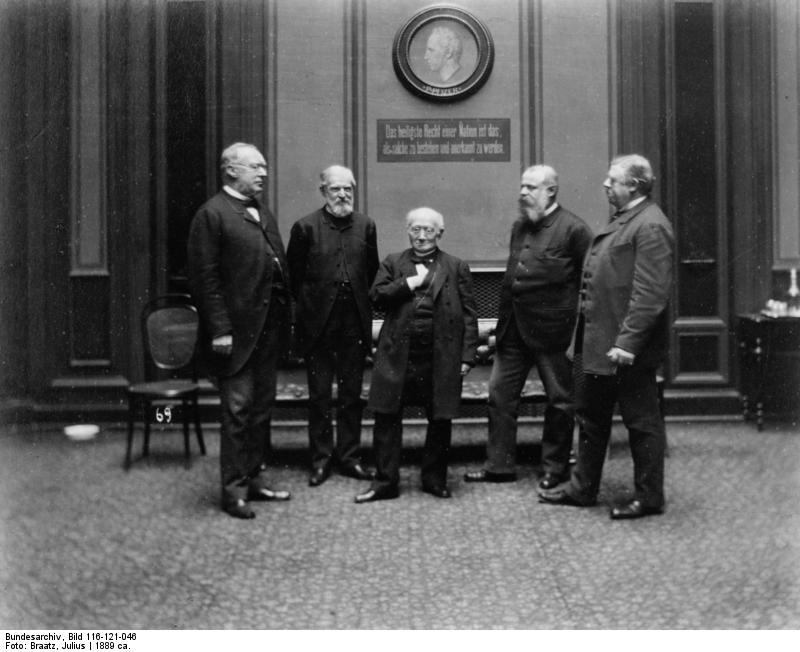
カトリック中央党のドイツ帝国議会議員たち。1889年。左から2番目がフリードリヒ（2世）・フォン・プラシュマ伯爵。中央はルートヴィヒ・ヴィントホルスト。

ヨハン・ネポムク2世の嫡孫フリードリヒ（2世）（1833年 - 1909年）、その長男ハンス（1867年 - 1935年）は、シレジアにおけるドイツ中央党の指導的政治家であった。現在のプラシュマ家にはフリードリヒ2世の3人の息子たちの家系が残っており、彼らはドイツ、オーストリア、南アフリカおよびアメリカ合衆国に居住している。

### ザクセン＝アルテンブルク家との養子縁組
テューリンゲン地方の諸侯領の1つザクセン＝アルテンブルク公国は、1918年のドイツ革命で君主制が廃止されるまで続いた。この時に退位した最後のザクセン＝アルテンブルク公エルンスト2世の2人の息子が独身を通したことで、ザクセン＝アルテンブルク公爵家の男系血統は1991年に絶えた。エルンスト2世の同族の又従妹マリー公女（1888年 - 1947年）は、離婚した夫ロイス＝ケストリッツ侯子ハインリヒ35世（1887年 - 1936年）との間にもうけた同名の一人娘マリー（1912年 - 1933年）を若くして亡くした。父アルベルト公子から受け継いだメクレンブルク地方ゼラーンの広大な所領を受け継ぐ新たな相続人の確保を迫られた彼女は、1939年にベネディクト・フォン・プラシュマ伯爵（1890年 - 1965年、フリードリヒ2世伯の三男）の末息子フランツ（1934年 - 2012年）と養子縁組し、この5歳の幼児にザクセン＝アルテンブルク公子およびザクセン公爵（Prinz von Sachsen-Altenburg, Herzog zu Sachsen, Graf Praschma, Freiherr von Bilkau）の称号を名乗らせた。こうした事情により、ザクセン＝アルテンブルク家は家名のみが残る形で存続している
。
フランツ・フォン・ザクセン＝アルテンブルク公子の長女シュテファニー（1965年 - ）は、日本人宇宙飛行士若田光一の妻となった。